# Josef Wiesmaier (Holzschneider)
Josef Wiesmaier (geboren 1822; gestorben 13. Januar 1872 in München) war ein deutscher Holzschneider und Illustrator.

## Leben
Unmittelbar nach der in München 1839 durch Caspar Braun erfolgten Gründung des Ateliers Braun & von Dessauer wurde Wiesmaier Schüler Brauns. In der Firma beziehungsweise der späteren Braun & Schneider arbeitete Wiesmaier bis in sein Todesjahr 1872. Dabei schnitt er „vorzugsweise Gegenstände aus der Naturgeschichte“.
Wiesmaiers Künstlersignatur lautete Braun & Schnieder Wismaier; er zeichnete aber auch mit seinem Monogramm I W.

## Werke (Auswahl)
Wiesmaier stach für zahllose Verlagswerke von Braun & Schneider, schuf Illustrationen
- in den Fliegende Blättern[1]
- im Münchener Bilderbogen[1]
- 1845 in der Illustrirten Zeitung.[1]